# Anna dai capelli rossi - Promesse e giuramenti
Anna dai capelli rossi - Promesse e giuramenti (L.M. Montgomery's Anne of Green Gables: The Good Stars) è un film del 2017 per la televisione canadese diretto da John Kent Harrison, andato in onda in Italia su Rai 1. Il film ha vinto vari premi ai Canada Screen Awards. È il sequel di Anna dai capelli rossi - Una nuova vita del 2016 e ha avuto un altro sequel intitolato Anna dai capelli rossi - In pace con il mondo del 2017.

## Trama
Anna Shirley compie 13 anni e inizia ad ambientarsi al mondo di Green Gables. I rapporti con Marilla e Matthew, che la hanno adottata, sono ottimi e fa nuove amicizie ma anche inimicizie come con il suo rivale scolastico Gilbert Blythe.
Anna, quindi, cresce tra sogni e difficoltà tra cui la malattia di Matthew.

## Riconoscimenti
- Canadian Screen Awards (2018)

Best Performance, Children's or Youth
- Canadian Screen Award

Best Direction, Children's or Youth
- Young Artist Awards (2018)

Best Performance in a TV Movie or Special - Young Actress
- Young Entertainer Awards (2018)

Best Supporting Young Actress -TV Movie, Mini Series, or Special